# Euchalcia variabilis
Euchalcia variabilis là một loài bướm đêm trong họ Noctuidae.

## Hình ảnh

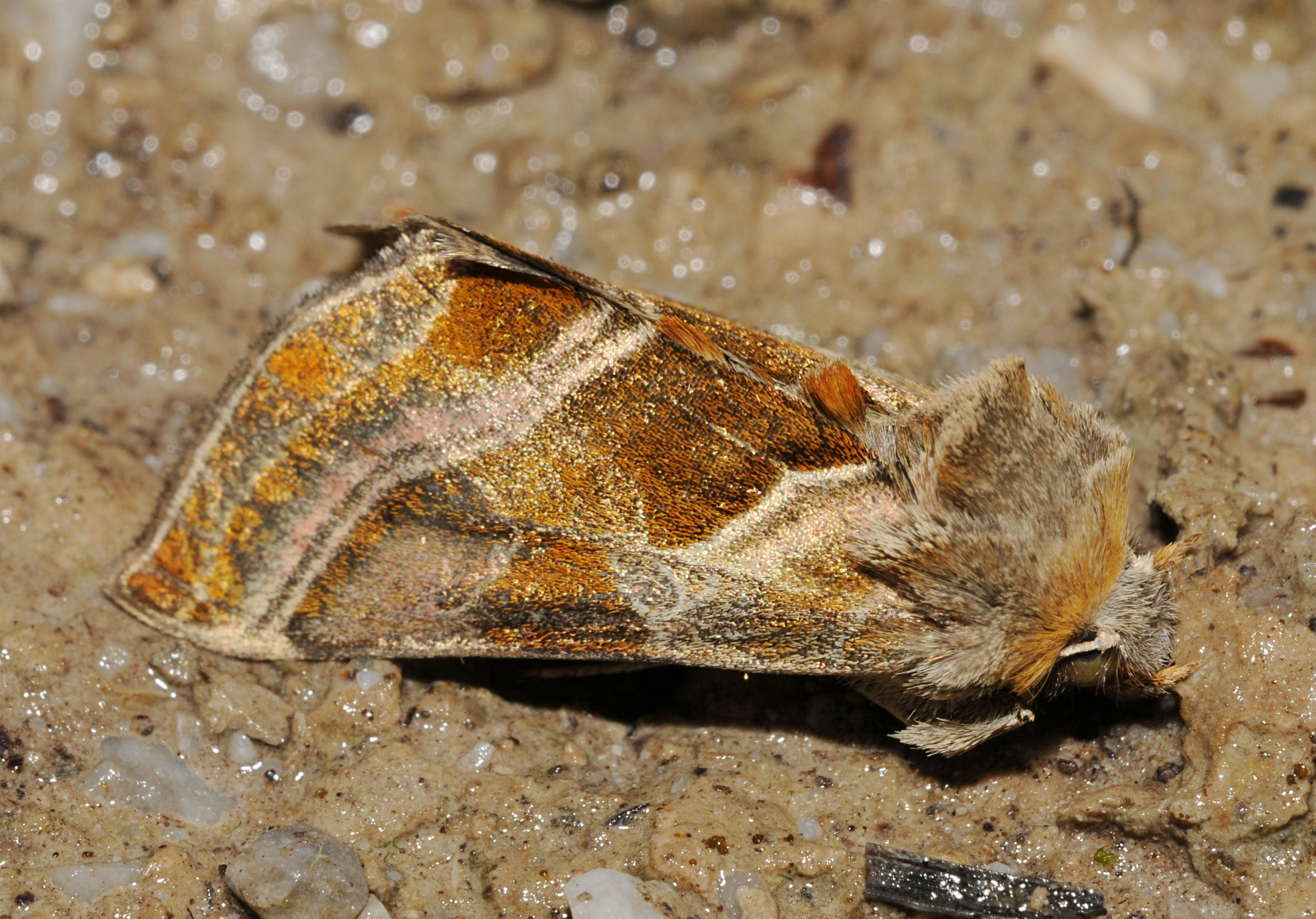
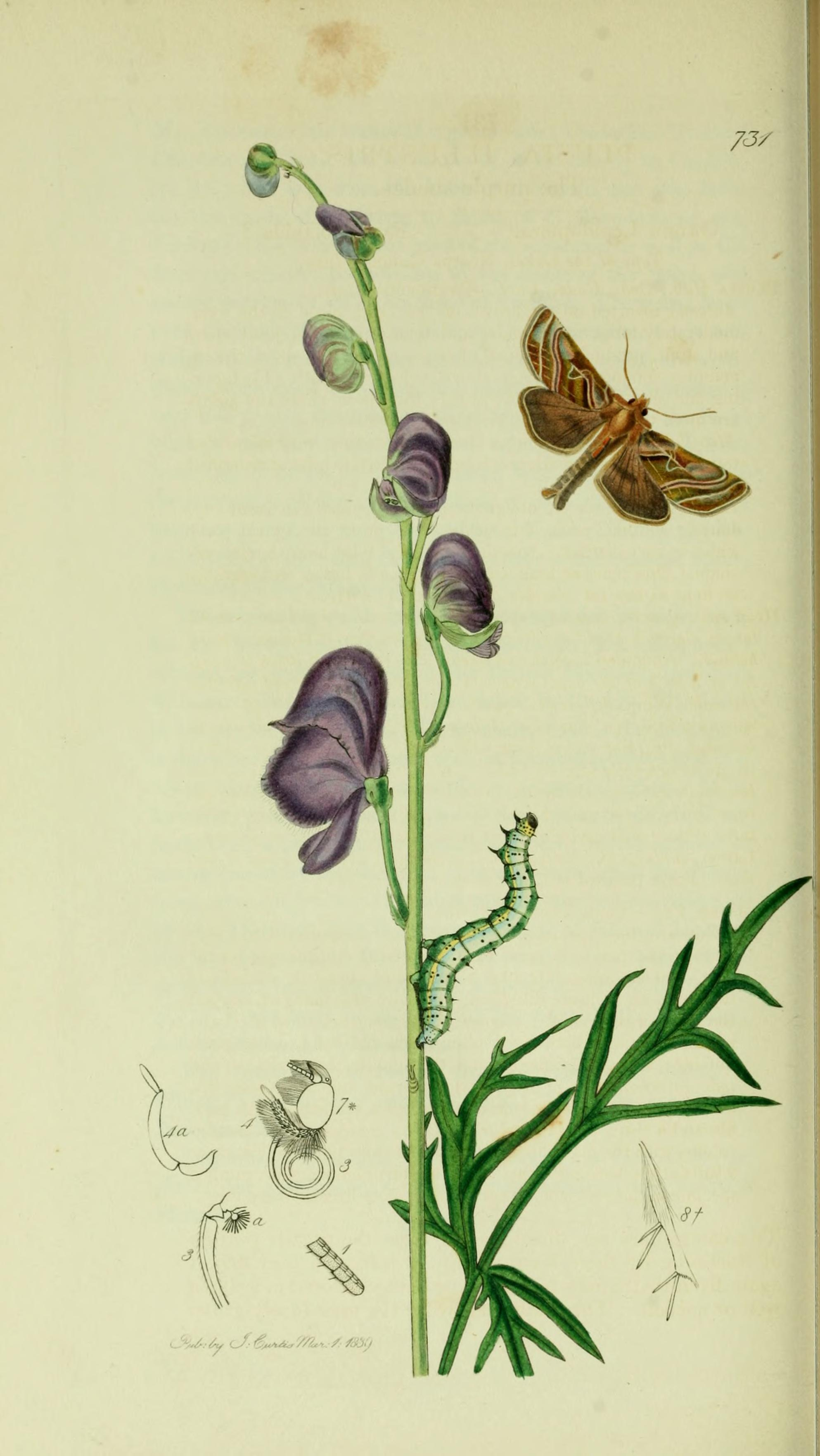